# Liste der Stolpersteine in Berlin-Tegel
Die Liste der Stolpersteine in Berlin-Tegel enthält die Stolpersteine im Berliner Ortsteil Tegel im Bezirk Reinickendorf, die an das Schicksal der Menschen erinnern, die im Nationalsozialismus ermordet, deportiert, vertrieben oder in den Suizid getrieben wurden. Die Spalten der Tabelle sind selbsterklärend. Die Tabelle erfasst insgesamt 29 Stolpersteine und ist teilweise sortierbar; die Grundsortierung erfolgt alphabetisch nach dem Familiennamen.
| Bild | Name                        | Adresse und Koordinate ()                                          | Adresse und Koordinate () | Verlegedatum  | Leben |
| ---- | --------------------------- | ------------------------------------------------------------------ | ------------------------- | ------------- | --- |
|      | Nikolaj Alexjenko           | Billerbecker Weg 123a                                              | 52.574722 13.273889       | 22. Aug. 2006 | Geboren 12. Mai 1911; Gestorben 10. Juli 1944 in der Heil- und Pflegeanstalt Obrawalde |
|      | Fritz Ausländer             | Erholungsweg 14                                                    | 52.598056 13.304444       | 6. März 2009  | Fritz Ausländer wurde am 24. November 1885 in Königsberg geboren. Er war 1914 ein Mitbegründer der Gruppe Internationale. 1928 wurde er von der KPD als Kandidat zur Wahl des preußischen Landtags aufgestellt und errang ein Mandat. Im Jahr 1932 trat Ausländer jedoch noch Differenzen über die Ausrichtung der Partei aus der KPD aus. Er wurde nach der Nacht des Reichstagsbrandes am 28. Februar 1933 festgenommen und zunächst ins KZ Sonnenburg gebracht. Es folgten Internierungen im KZ Oranienburg und den Emslandlagern. Er wurde 1933 freigelassen, jedoch zu Kriegsbeginn 1939 erneut inhaftiert, diesmal im KZ Sachsenhausen. Nach einem Selbsttötungsversuch wurde er zu Weihnachten 1939 ein weiteres Mal freigelassen. Aus Furcht vor einer erneuten Verhaftung nahm Fritz Ausländer sich am 21. Mai 1943 in Berlin das Leben. |
|      | Paul Bouillot               | Berliner Straße 26                                                 | 52.583054 13.289166       | 25. März 2015 | Gruppe Mannhart |
|      | Paul Bruske                 | Berliner Straße 26                                                 | 52.583055 13.289166       | 25. März 2015 | Gruppe Mannhart |
|      | Albert Brust                | Berliner Straße 26                                                 | 52.583056 13.289166       | 25. März 2015 | Gruppe Mannhart |
|      | Hans Coppi                  | Seidelstraße 20 vor Kleingartenanlage Am Waldessaum, Eingang Weg 5 | 52.5725 13.297778         | 5. Aug. 2011  | Geboren 25. Januar 1916 in Berlin; Ermordet 22. Dezember 1942 im Strafgefängnis Berlin-Plötzensee, Mitglied der Roten Kapelle |
|      | Hilde Coppi                 | Seidelstraße 20 vor Kleingartenanlage Am Waldessaum, Eingang Weg 5 | 52.57251 13.297778        | 5. Aug. 2011  | Geboren 30. Mai 1909 in Berlin; Ermordet 5. August 1943 im Strafgefängnis Berlin-Plötzensee, Mitglied der Roten Kapelle |
|      | Otto Dressler               | Berliner Straße 26                                                 | 52.583057 13.289166       | 25. März 2015 | Gruppe Mannhart |
|      | Paul Frayssinet             | Berliner Straße 26                                                 | 52.583054 13.289167       | 25. März 2015 | Gruppe Mannhart |
|      | Otto Haase                  | Berliner Straße 26                                                 | 52.583055 13.289167       | 25. März 2015 | Gruppe Mannhart |
|      | Hugo Härtig                 | Berliner Straße 26                                                 | 52.583056 13.289167       | 25. März 2015 | Gruppe Mannhart |
|      | Paul Hinze                  | Berliner Straße 26                                                 | 52.583057 13.289167       | 25. März 2015 | Gruppe Mannhart |
|      | Selma Kirschner             | Egidystraße 51                                                     | 52.60434 13.30153         | 20. Nov. 2021 | Mit 18 Jahren wurde Selma Kirschner in das KZ Ravensbrück deportiert, wenig später nach Auschwitz. Sie starb dort am 1. November 1942. Selma Kirschner hinterließ eine Tochter, die erst 1997 vom Schicksal ihrer Mutter erfuhr. |
|      | Luise Klein                 | Egidystraße 26                                                     | 52.601667 13.303056       | 23. Okt. 2004 | Geboren 11. Februar 1872; Gestorben 7. Januar 1943 in der Heil- und Pflegeanstalt Obrawalde |
|      | Hermann Krauss              | Alt-Tegel 44–46                                                    | 52.588333 13.275556       | 23. Okt. 2004 | Geboren 12. Mai 1893; Gestorben 8. Mai 1944 in der Heil- und Pflegeanstalt Obrawalde |
|      | Lucie Krüger                | Ziekowstraße 139                                                   | 52.591944 13.291667       | 22. Aug. 2006 | Geboren 6. April 1901; Gestorben 5. Mai 1944 in der Heil- und Pflegeanstalt Obrawalde |
|      | Paul Lehmann                | Berliner Straße 26                                                 | 52.583054 13.289168       | 25. März 2015 | Gruppe Mannhart |
|      | Bernhard Lichtenberg        | Medebacher Weg 15 (Brunowplatz)                                    |                           | 7. Juni 2013  | Ein weiterer Stolperstein für Bernhard Lichtenberg liegt in Mitte an der St. Hedwigs-Kathedrale. |
|      | Friedrich Lüben             | Berliner Straße 26                                                 | 52.583055 13.289168       | 25. März 2015 | Gruppe Mannhart |
|      | Erich Mammach               | Berliner Straße 26                                                 | 52.583056 13.289168       | 25. März 2015 | Gruppe Mannhart |
|      | Margarete Posener           | Hatzfeldtallee 8                                                   |                           | 8. Aug. 2014  | |
|      | Günther Willi Radde         | Kolonie „Vor den Toren IV“ (Haupteingang/Stieglitzweg)             | 52.551958 13.268424       | 22. Aug. 2006 | Geboren 13. Februar 1927; Gestorben 29. Februar 1944 in der Heil- und Pflegeanstalt Obrawalde |
|      | Karl Wilhelm Rasch          | Wittestraße 39 ehemals Kolonie am Brocken 10                       | 52.578056 13.3025         | 5. Mai 2003   | Karl Wilhelm Rasch wurde am 3. Januar 1891 in Sprokinnen im Landkreis Tilsit-Ragnit geboren. Er absolvierte zunächst eine Lehre zum Schlosser; 1926 heiratete er. Aus dieser Ehe gingen zwei Kinder hervor. Karl Rasch wurde wegen epileptischer Anfälle erstmals am 28. November 1908 in die Wittenauer Heilstätten aufgenommen, am 15. Dezember 1908 jedoch wieder entlassen. Während des Ersten Weltkriegs wurde er für tauglich befunden, durch einen Granatsplitter wurde am rechten Knie verwundet. In der Zeit zwischen Dezember 1933 bis Juli 1939 wurde Karl Rasch wegen seiner Anfälle immer wieder in die Wittenauer Heilstätten aufgenommen und behandelt. Bereits am 6. Juni 1934 wurde er im Rudolf-Virchow-Krankenhaus zwangsweise sterilisiert. Am 12. Juli 1939 wurde vorgeschlagen, ihn gegen seinen ausdrücklichen Willen in die Heil- und Pflegeanstalt Obrawalde zu verlegen. Für seinen jahrelangen Aufenthalt in Obrawalde gibt es kaum Unterlagen, therapeutische oder pflegerische Maßnahmen sind nicht dokumentiert. In der Krankenakte von Karl Rasch ist sein Tod für den 19. November 1943 infolge „gehäufter Krampfanfälle“ eingetragen. Es ist jedoch davon auszugehen, dass er ebenso wie Tausende weitere, mit einer Medikamentenüberdosis vergiftet wurde. |
|      | Rudolf Strauch              | Berliner Straße 26                                                 | 52.583057 13.289168       | 25. März 2015 | Gruppe Mannhart |
|      | Ljuba Tokarenko             | Gorkistraße Ecke Eschachstraße                                     | 52.59025 13.2893          | 22. Aug. 2006 | Geboren 1922; Gestorben 31. August 1944 in der Heil- und Pflegeanstalt Obrawalde |
|      | Edouard Tremblay            | Berliner Straße 26                                                 | 52.583054 13.289169       | 25. März 2015 | Gruppe Mannhart |
|      | Gertrud Ella Frieda Triemel | Tile-Brügge-Weg 43                                                 | 52.591667 13.293889       | 22. Aug. 2006 | Geboren 12. Juni 1894; Gestorben 19. April 1944 in der Heil- und Pflegeanstalt Obrawalde |
|      | Regina Wolff                | Berliner Straße 7                                                  |                           | 17. März 2011 | Regina Wolff wurde am 17. Juni 1893 in Gollub als Regina Isacsohn geboren. Sie wurde am 12. Januar 1943 unter der Nummer 783 mit dem 26. Osttransport nach Auschwitz deportiert und dort am 12. Februar 1943 ermordet. |
|      | Walter Zimmermann           | Werdohler Weg 11                                                   | 52.570833 13.281944       | 6. März 2009  | Walter Zimmermann wurde am 8. Februar 1910 in Berlin geboren. Er war SPD-Mitglied und arbeitete als Feinmechaniker bei den Askania Werken in Mariendorf. Dort bildete er zusammen mit Paul Hirsch, Paul Junius, Karl Ladé und einigen anderen Personen, die sich bereits aus dem organisierten Arbeitersport kannten, den Kern der dortigen Betriebsgruppe der Saefkow-Jacob-Bästlein-Organisation. Karl Lade, Kurt Rühlmann und Walter Zimmermann wechselten 1943/44 in das Zweigwerk der Askania Werke in Weißensee, wo sie sich weiterhin im Widerstand engagierten. Die Gruppe unterstützte ausländische Zwangsarbeiter, sammelte für sie Lebensmittel, Medikamente und Kleidung, verbreitete Flugblätter mit Nachrichten von „Feindsendern“ über den tatsächlichen Kriegsverlauf und verübte zahlreiche Sabotageaktionen im Betrieb, der kriegswichtige Präzisionsinstrumente herstellte. 21 Mitglieder der Gruppe wurden im Verlauf einer Verhaftungswelle durch die Gestapo festgenommen, darunter Walter Zimmermann am 25. Juli 1944. Sie wurden wegen Hochverrats, Feindbegünstigung und Nichtanzeige dieser Delikte angeklagt. Alle Festgenommenen wurden am 30. November 1944 vom Volksgerichtshof verurteilt, vier davon, Karl Lade, Kurt Rühlmann, Stanislaus Szczygielski und Walter Zimmermann, zum Tode. Walter Zimmermann wurde am 8. Januar 1945 im Zuchthaus Brandenburg hingerichtet. In der Großbeerenstraße 2 in Berlin-Mariendorf befindet sich seit 2014 eine Gedenktafel für sieben Opfer des Arbeiterwiderstands in den Askania-Werken, darunter auch Walter Zimmermann. |